# Волтер Зінн
Во́лтер Ге́нрі Зінн (англ. Walter Henry Zinn; 10 грудня 1906 — 14 лютого 2000) — американський фізик-ядерник канадського походження, перший директор Аргонської національної лабораторії з 1946 до 1956 року. Він працював в Металургійній лабораторії Мангеттенського проєкту під час Другої світової війни та керував будівництвом Чиказької дровітні-1 в Чиказькому університеті, першого у світі ядерного реактора, який 2 грудня 1942 року був уведений в стан керованої ланцюгової реакції поділу ядер. В Аргонській національній лабораторії він спроєктував і побудував декілька нових реакторів, у тому числі 20 грудня 1951 року запустив перший експериментальний ядерний реактор, що виробляв електроенергію.

## Молоді роки та освіта
Волтер Генрі Зінн народився у канадському місті Берлін (тепер Кітченер), Онтаріо, 10 грудня 1906 року в сім'ї Джона Зінна, працівника шинного заводу, і Марії Анни Стоскопф. Його старший брат Альберт як і його батько став фабричним робітником.
Зінн вступив до Університету Квінз (Кінгстон, Онтаріо), де здобув ступінь бакалавра з математики у 1927 році і ступінь магістра мистецтв у 1930 році. Цього ж року він розпочав навчання в Колумбійському університеті, де вивчав фізику, і захистив докторську дисертацію, яка згодом була опублікована в журналі Physical Review.
Зінн викладав з 1927 до 1928 року в Квінз-коледжі (Нью-Йорк) і з 1931 до 1932 року в Колумбійському університеті. У 1932 році він став викладачем в Міському коледжі Нью-Йорка. Ще під час навчання в Університеті Квінс він познайомився з однокурсницею Дженні Сміт. Вони одружились у 1933 році. У пари Зіннів народилось двоє синів — Джон Ерік і Роберт Джеймс.
У 1938 році Зінн став натуралізованим громадянином США.

## Мангеттенський проєкт
У 1939 році Фізичні лабораторії Пупіна у штаті Колумбія, де працював Зінн, були центром інтенсивних досліджень властивостей урану і поділу ядра, недавно відкритого Лізою Майтнер, Отто Ганом і Фріцом Штрассманом. В Колумбійському університеті Зінн, Енріко Фермі, Герберт Андерсон, Джон Даннінг і Лео Сілард досліджували чи ділиться ізотоп уран-238 під впливом повільних нейтронів, як вважав Фермі, чи лише ізотоп урану-235, як вважав Нільс Бор. Оскільки чистий ізотоп урану-235 був відсутній, Фермі та Сілард вирішили працювати з природним ураном. Їх особливо цікавив спосіб почати ланцюгову ядерну реакцію. Такий процес вимагав в середньому випромінювання більше одного нейтрона за один поділ, щоб ланцюгова реакція підтримувалась. До березня 1939 року вони встановили, що за один поділ випускається в середньому близько двох ядер. Затримка між поглинанням атомом нейтрона та виникненням поділу стане ключем до управління ланцюговою реакцією.
У цей період Зінн у співпраці з Фермі, конструювали експериментальні уранові ґратчасті моделі. Для сповільнення нейтронів потрібен був сповільнювач. Вода була першим вибором Фермі, але вона крім їх сповільнення мала тенденцію до поглинання нейтронів. У липні Сілард запропонував використати вуглець у вигляді графіту. Критичний радіус сферичного реактора було розраховано за формулою:
{\displaystyle R_{crit}=-{\frac {\pi M}{\sqrt {k-1}}},}
де k — ефективний коефіцієнт розмноження нейтронів.
Для того щоб відбулась самопідтримувана ядерна ланцюгова реакція, потрібне було значення k > 1. Для практичної конфігурації реактора це значення має бути як мінімум на 3-4 % більшим за одиницю, проте в серпні 1941 року початкові експерименти Зінна показали значення k лише 0,87. Фермі покладав надії на чистіший уран і графіт.

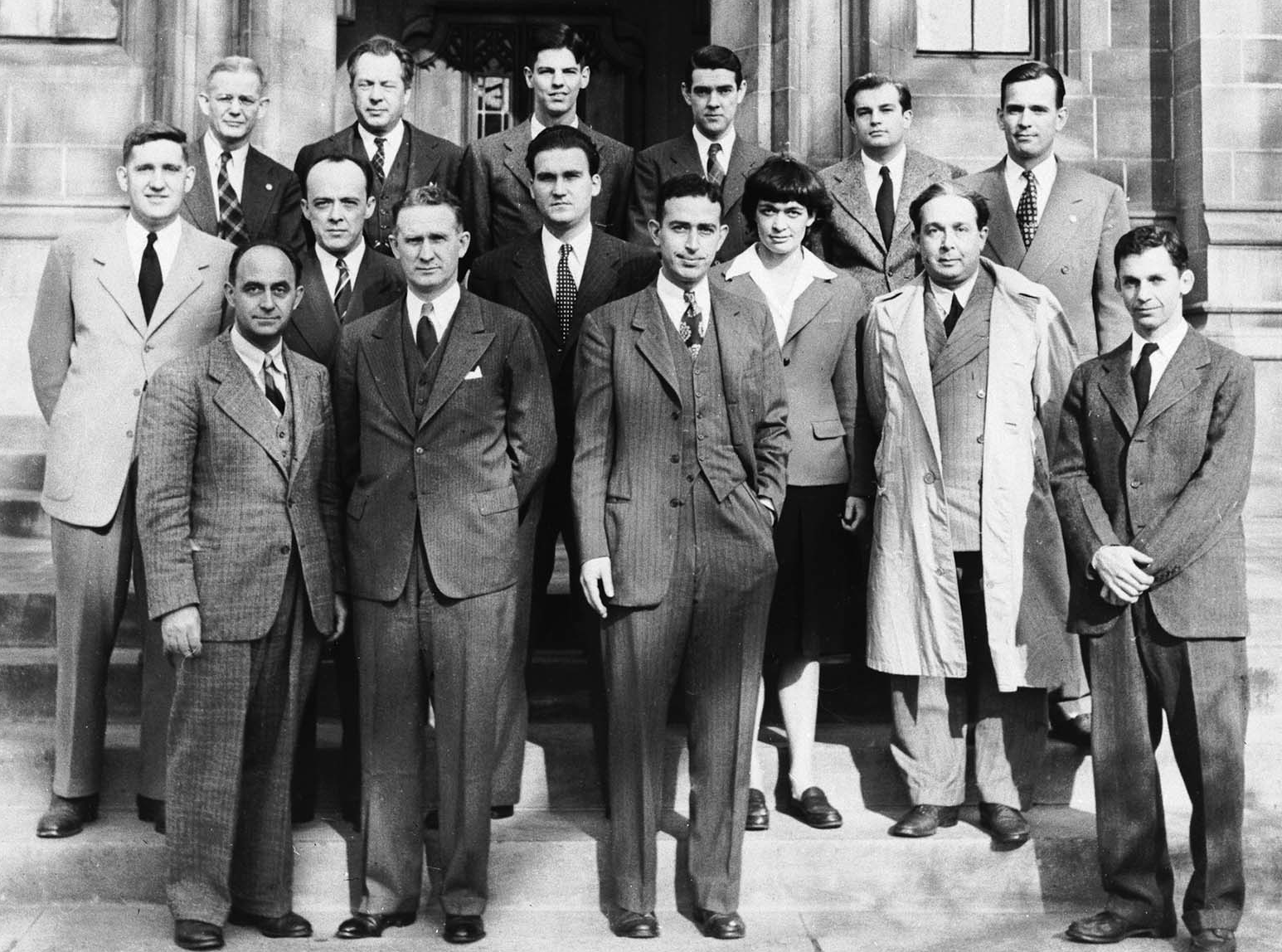
Команда реактора «Чиказька дровітня» з Чиказького університету. Волтер Генрі Зінн — у першому ряді другий зліва

На початку 1942 року, коли Сполучені Штати вступили у Другу світову війну, Артур Комптон керівник Мангеттенського проєкту сконцентрував групи, що працювали над плутонієм, в Металургійній лабораторії Чиказького університету. Зінн скористався допомогою спортсменів для монтажу все більших за розмірами експериментальних конструкцій Фермі під трибунами закинутого стадіону Стегг Філд. В липні 1942 року Фермі досягнув значення коефіцієнта k = 1,007, завдяки використанню ґратки з оксиду урану. Зародилась надія, що чистий уран забезпечить потрібне значення k. До грудня 1942 року Зінн і Андерсон підготували нову споруду на Стегг-Філд. Вона мала приблизно 7,3 м у довжину, 7,3 м в ширину і 5,8 м у висоту, вміщаючи 385,5 тон графіту, 46,5 тон металічного урану і оксиду урану. Коли експеримент проводився у другій половині дня 2 грудня 1942 року, реактор, відомий як «Чиказька дровітня-1», досягнув критичного значення коефіцієнта розмноження нейтронів без будь-яких пригод. Реактор працював три місяці на віддачі потужності не більшій за 200 Вт, достатній для живлення лампочки. Він не мав протирадіаційного захисту. 28 лютого 1943 року реактор було зупинено, так як керівництво не хотіло ризикувати через розташування обладнання поблизу густонаселеного центру Чикаго.
Військове керівництво для Мангеттенського проєкту взяло в оренду 40 гектарів лісового заповідника в окрузі Кук, що став відомим як «Майданчик А» і територію для проживання приблизно ста науковців й іншого персоналу. Зінна було призначено відповідальним за «Майданчик А» під загальним керівництвом Фермі. Чиказьку дровітню-1 було розібрано і перевстановлено на «Майданчику А» тепер оснащеного радіаційним захистом. Реактор, відомий як «Чиказька дровітня-2», запрацював 20 березня 1943 року. Через декілька місяців Фермі приступив до проєктування реактора зовсім нового типу, що став відомим як «Чиказька дровтня-3». Він був набагато меншим — усього 1,8 м в діаметрі і 2,7 м заввишки, живився від 120 стрижнів металічного урану та сповільнювався 4500 літрами важкої води. Зінн очолив будівництво першого дня 1944 року. 15 травня 1944 року електростанція «Чиказька дровітня-3» досягнула критичного стану і 23 червня запрацювала на повну потужність, що становила 300 кВт. Коли Фермі перейшов у Генфордський комплекс, Зінн залишився керувати «Майданчиком А».
29 вересня 1944 року Зінну екстрено зателефонував Семюел Аллісон, директор Металургійної лабораторії. Реактор B у Генфорді зупинився після виходу на повну потужність, але через декілька годин знову запрацював. Фізик Норман Гілберрі допустив, що винен у цьому поглинач нейтронів. Його період напіврозпаду становив близько 9,7 годин. Ксенон-135 мав близький період напіврозпаду, але він був відсутній в Аргонні і на графітовому реакторі Х-10 в Оук-Риджі (Теннессі). Зінн швидко вивів «Чиказьку дровітню-3» на повну потужність і протягом дванадцяти годин провів серію вимірювань, які підтвердили допущення щодо поведінки Реактора B у Генфорді.
У наступні місяці близько 175 технічних співробітників перейшли з Металургійної лабораторії до Генфордського комплексу та Лос-Аламоської національної лабораторії. Аргонська лабораторія Зінна скоротилася до мінімуму, проте Комптон не схвалював її закриття.

## Аргонська національна лабораторія

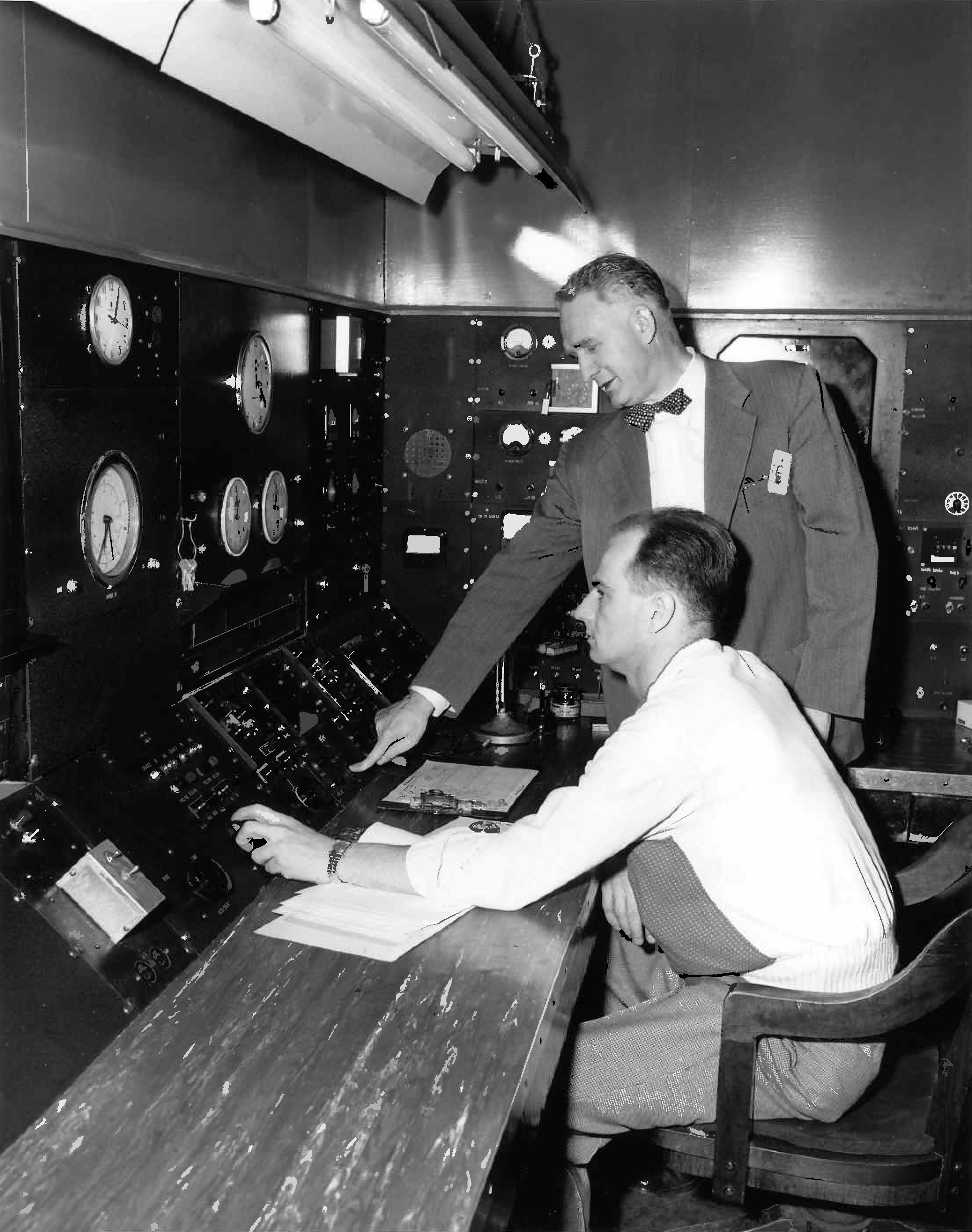
Зінн (стоїть) натискає кнопку, яка назавжди зупиняє блок «Чиказька дровітня-3»

11 липня 1946 року Аргонська лабораторія офіційно стала Аргонською національною лабораторією, а Зінн став її першим директором. Колишній директор Національної лабораторії Оук-Ридж Елвін Вайнберг охарактеризував його як «зразкового директора нових національних лабораторій: чутливого до сподівань підрядника та постачальника, але достатньо самостійного, щоб досягти свого, коли це необхідно».
Одним із перших завдань Зінна була проблема розміщення. Федеральний уряд пообіцяв повернути «Майданчик А» лісовим заповідникам округу Кук після війни, і, незважаючи на втручання військового міністра США Роберта Паттерсона, саме більше, на що Комісія лесових заповідників округу Кук погодилась, це дозволити Аргонській національній лабораторії продовжувати займати частину орендованої земельної ділянки до тих пір, поки не буде знайдено нову. Зінн відкинув альтернативні місця за межами Чикаго, і військове керівництво знайшло нове місце для розміщення лабораторії на відстані 5 миль (8,0 км) в окрузі Дюпаж (штат Іллінойс). Нова територія стала відома як Зона D.
Комісія з атомної енергії (AEC) прийшла на зміну Мангеттенському проєкту 1 січня 1947 року. 1 січня 1948 року Комісія оголосила, що Аргонська національна лабораторія буде займатись розробкою реакторів. Зінн не прагнув додаткової відповідальності, яка б відволікала його Лабораторію від досліджень і проєктування реактора-розмножувача. Щодо цього він отримав письмове запевнення від Керролла Л. Вілсона, генерального директора AEC і погодився співпрацювати з Елвіном Вайнбергом, щоб дати можливість Національній лабораторії Оук-Ридж продовжувати брати участь у проєктуванні реактора. Однак, у 1949 році дослідження реакторів становили лише половину бюджету лабораторії, а 84 % її досліджень були взагалі засекреченими.
Зінн не ладнав у стосунках з капітаном Гайманом Ріковером, директором ядерної програми ВМС США, проте надавав допомогу у розробці ядерної енергетичної установки для потреб флоту . У кінцевому підсумку були створені два реактори — прототип наземного базування Mark I і мобільний реактор Mark II. Водно-водяний ядерний реактор (англ. Pressurized water reactors, PWR), розроблений в Аргоні, урухомив першого атомного підводного човна USS Nautilus і став основою для проєктування майже усіх реакторів, встановлених на військових суднах.
Іншим напрямом розробки реакторів в Аргонській національній лабораторії та ближчим серцю Зінна був швидкий реактор-розмножувач. У той час вважалося, що уран — дефіцитний ресурс, тому було б розумно використовувати його якнайкраще. Розмножувачі дозволяли напрацьовувати ядерне паливо в кількості, яка переважає потреби самого реактора. До 1948 року він переконався, що будувати великі експериментальні реактори неподалік Чикаго було небезпечно, і AEC придбала землю навколо Арко, штат Айдахо, яка стала форпостом Аргони. Експериментальний реактор-розмножувач I (EBR-I), відоміший в Аргонні як «ZIP» (англ. Zinn's Infernal Pile — «Пекельна купа Зінна») був першим реактором, що охолоджувався рідким металом, і першим, що був використаний для вироблення електрики . Голова AEC Гордон Дін назвав цього реактора важливою віхою в історії ядерної фізики.
Подальші експерименти БОРАКС були серією руйнівних випробувань киплячих водно-водяних реакторів, проведених Аргонською національною лабораторією в Айдахо. Випробування БОРАКС-1 проводилось під керівництвом Зінна в 1954 році. Він наказав зняти стержні керування, щоб продемонструвати, що реактор зупиниться штатним чином, і на здивування Зінна, реактор миттєво вибухнув з гуркотом і високим стовпом темного диму. Зінн дав команду Гарольду Ліхтенбергу знову вставити стержні керування, але стержні до того моменту уже злетіли на повітря. Потім Зінну довелось давати свідчення щодо експерименту перед Об’єднаним комітетом з атомної енергії.

## Подальше життя
Покинувши Аргонську національну лабораторію у 1956 році, Зінн перебрався у штат Флорида, де заснував власну консалтингову фірму General Nuclear Engineering зі штаб-квартирою у Дюнедіні. Компанія займалась проєктуванням і будівництвом водно-водяних реакторів. Фірма була придбана компанією Combustion Engineering у 1964 році, і Зінн став віце-президентом та керівником її ядерного підрозділу. Він покинув цю посаду у 1970-му, але залишався членом ради директорів до 1986 року. Зінн був членом Президентського науково-консультативного комітету з 1960 до 1962 року, а також членом Генерального консультативного комітету AEC та його наступника, Управління енергетичних досліджень і розробок, з 1972 до 1975 року.
Зінн отримав низку нагород. Серед них: подяка від AEC (1956), премія «Атоми для миру» (1960), премія Енріко Фермі (1969) і медаль Елліота Крессона від Інституту Франкліна (1970). У 1955 році його було обрано першим президентом Американського ядерного товариства (ANS).
Дружина Зінна Джин померла у 1964 році. У 1966 році Зінн оженився на Мері Пратт, у якої було два сини — Воррен і Роберт Джонсони. 14 лютого 2000 року Зінн після інсульту помер в сільській лікарні Міз (Mease Countryside Hospital) в Сейфті-Гарбор (Флорида). Його син Роберт став професором астрономії в Єльському університеті.

## Відзнаки
- Премія «Атоми для миру» (1960)

## Премія Волтера Зінна
З 1976 року Відділ експлуатації та енергетики Американського ядерного товариства щорічно вручає премію Волтера Зінна «за помітний та стійкий внесок у ядерну енергетику, що не отримав широкого визнання».